# Brachyhesma dedari
Brachyhesma dedari là một loài Hymenoptera trong họ Colletidae. Loài này được Exley mô tả khoa học năm 1968.